# جورج هيلتون
جورج هيلتون (بالإنجليزية: George Hilton)‏ هو ممثل أوروغوياني وبريطاني، ولد في 16 يوليو 1934 في الأوروغواي.

## وصلات خارجية
- جورج هيلتون على موقع IMDb (الإنجليزية)
- جورج هيلتون على موقع ألو سيني (الفرنسية)
- جورج هيلتون على موقع أول موفي (الإنجليزية)
- جورج هيلتون على موقع قاعدة بيانات الفيلم (الإنجليزية)
- جورج هيلتون على موقع كينوبويسك (الروسية)